# سونپی بونمیاکو
سونپی بونمیاکو (به ژاپنی: 尊卑分脈 Sonpi Bunmyaku)، یک متن شجره نامه ای ژاپنی است که در ابتدا توسط Tōin Kinsada در اواخر قرن ۱۴ نوشته شده بود این کتاب یکی از منابع اولیه برای مطالعه شجره نامه‌های اشراف در ژاپن، به ویژه برای اشراف دوره هی‌آن و دوره کاماکورا در نظر گرفته می‌شود.